# Harrimania planktophilus
Harrimania planktophilus är en djurart som tillhör fylumet svalgsträngsdjur, och som beskrevs av Cameron 2002. Harrimania planktophilus ingår i släktet Harrimania och familjen Harrimaniidae. Inga underarter finns listade i Catalogue of Life.